# Fatti rimandare dalla mamma a prendere il latte
Fatti rimandare dalla mamma a prendere il latte è un singolo del cantante italiano Gianni Morandi, pubblicato il 7 febbraio 2023 come quarto estratto dal suo quarantunesimo album in studio Evviva!.

## Descrizione
Il brano, che vede la partecipazione del cantante Sangiovanni, è stato pubblicato per festeggiare i 60 anni della canzone originale di Morandi Fatti mandare dalla mamma a prendere il latte.

## Video musicale
Il video musicale, diretto da Leandro Manuel Emede, è stato pubblicato il 17 febbraio 2023 sul canale YouTube di Morandi.

## Tracce
Testi di Franco Migliacci, musiche di Luis Enriquez Bacalov.
1. Fatti rimandare dalla mamma a prendere il latte (feat. Sangiovanni) – 2:27